# Toxorhina (Ceratocheilus) caledonica
Toxorhina (Ceratocheilus) caledonica is een tweevleugelige uit de familie steltmuggen (Limoniidae). De soort komt voor in het Australaziatisch gebied.